# مانوندرا سینگ گوهیل
مانوندرا سینگ گوهیل (انگلیسی: Manvendra Singh Gohil؛ زادهٔ ۲۳ سپتامبر ۱۹۶۵) شاهزادهٔ اهل هند است. او پسر و وارث احتمالی مهاراجه گجرات است.
او اولین شاهزادهٔ آشکارا همجنسگرا در دنیاست.